# Johann Rudolph Osiander

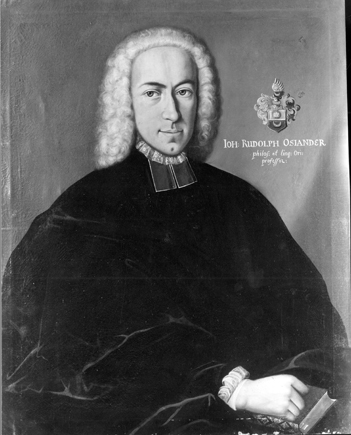
Johann Rudolph Osiander

Johann Rudolph Osiander (* 21. Mai 1689 in Tübingen; † 20. Oktober 1725 ebenda) war ein deutscher Philologe und evangelischer Theologe.

## Leben
Der Sohn des Johann Osiander studierte an der Eberhard Karls Universität Tübingen und erwarb 1708 den akademischen Grad eines Magisters. Danach wandte er sich dem Studium der Theologie zu, wobei er sich vor allem mit der Hebräischen Sprache, sowie den Fragen der Ethik auseinandersetzte und 1711 Repetent am Stift in Tübingen wurde. Nach einer Bildungsreise durch einige deutsche Städte wurde er 1713 Erzieher des Prinzen Friedrich Ludwig, mit dem er nach Holland reiste und an den Universitäten in Utrecht, Leiden, Rotterdam, Amsterdam, Den Haag seine Studien bei berühmten Lehrern fortsetzte.
Zurückgekehrt in die Heimat wurde er 1715 außerordentlicher Professor der Philosophie und orientalischen Sprachen, 1716 ordentlicher Professor der griechischen Sprache und Visitator der Schulen ob der Staig. Er promovierte am 2. September 1720 zum Doktor der Theologie, war 1720 ordentlicher Professor der Theologie, sowie Ephorus der fürstlichen theologischen Stipendien und Morgenprediger an der St.-Georgs-Kirche. Osiander tat sich als Gegner von Christian Wolff hervor. An den organisatorischen Aufgaben der Tübinger Hochschule beteiligt er sich und war einmal Dekan der philosophischen Fakultät, mehrmals Dekan der theologischen Fakultät und zweimal Rektor der Alma Mater.

## Schriften
- De sensu verborum Esaiae IX, 6.
- De tetragrammato Nomine …
- De sensu verborum Ps. CXVIII, 20–29.
- De tentatione Abrahami ex Gen. XXII, 1–14.
- Observationes in Psalm, VI et XXII.
- De sensu verborum Gen. VI, 5. coll. C. IIX, 21.
- De vera piorum felicitate ex Ps. I.
- De inselicitrate impiorum ex Ps. I 4–5.
- De Messia Bethlehemae nascituro, ubi inprimis Harmonia Mich. V. 1 et Matth. II.
- De Messia prospere redemtionis legationem per agente ad jes. LIII.
- De justo nunquam deferendo ad Psalm XXXVII.